# Israels land
Israels land (hebreiska: אֶרֶץ יִשְׂרָאֵל, Eretz Yisrael) är det traditionella judiska namnet för ett område med obestämd geografisk räckvidd i södra Levanten. Relaterade bibliska, religiösa och historiska termer är Kanaan, Utlovade landet, Heliga landet och Palestina. Definitionerna av gränserna för detta territorium varierar mellan passager i den hebreiska bibeln, med specifika omnämnanden i Första Moseboken 15, Andra Moseboken 23, Fjärde Moseboken 34 och Hesekiel 47. Nio gånger annorstädes i Bibeln betecknas detta bosatta land som området "från Dan till Beer Sheva", samt tre gånger som området "från Levo-Hamat till Egyptens gränsflod" (Första Kungaboken 8:65, Första Krönikeboken 13:5 och Andra Krönikeboken 7:8).
Områdets bibliska gränser skiljer sig från gränserna för de etablerade historiska israeliska och senare judiska kungarikena; med tiden har Förenade kungariket Israel, de två separata kungarikena Israel (Samarien) och Juda, Hasmoniska kungariket och Herodiska kungariket inkluderats inom gränserna.
Heliga landet används ibland som synonym till Israels land. Denna term har historiskt varit mycket populär, särskilt under korstågens tid. I religiösa texter kan termerna Israels land och Utlovade landet likställas. Den senare hänvisar till att Gud utlovade Israels land till Abrams ättlingar i Första Moseboken. Texten är tydlig med att det var ett förbund som ingicks mellan Gud och Abram för hans ättlingar. Detta är senare omnämnt i Profeterna.
Under Brittiska Palestinamandatet (1920–1948) var termen "Eretz Yisrael" eller "Israels land" en del av det officiella hebreiska namnet. Officiella hebreiska dokument använde den hebreiska translitterationen av Palestina (פלשתינה) följt av de två begynnelsebokstäverna i "Eretz Yisrael" (א״י, alef-yod).